# クリアデッキ
クリアデッキ（CLEAR DECK）は、サーフボードに貼る滑り止めシート。またこの製品を開発したクリア・デッキ・インターナショナル社（本社東京）の略称。

## 概要
従来、サーフボードの滑り止めはワックスを使用していたが、オイルを原材料としているため海に溶けると環境に悪影響をおよぼす恐れがあるとされることから、ワックスの代用品としてクリア・デッキ・インターナショナル社が開発した。ワックス不要のそのシートは、業界初である。美観の保持、高グリップ力、ボードの軽量化、ボードが汚れない等の特徴がある。また、ECO製品のひとつであり、二酸化炭素削減の効果がある。厚さ0.2mm。

## 開発
シートの開発は2000年頃始まった。
それから5年、環境保全の観点からECO製品の開発へシフトした。開発着手から6年以上の試行錯誤によりシートが完成した。シートは無害で安全な素材であるEVA（エチレン・ビニル・アセテート）が採用された。シート表面にはエンボス加工をし、高グリップ力の工夫をしている。
日本と国外の合計2万セットが既に製造販売されている。

## コストパフォーマンス
消費者から「値段が高い」という指摘がなされていたが、2009年夏の大幅なコストダウンにより、旧来の価格よりも低価格で販売している。同社の試算では、ワックスを年間約20個消費した場合、約1年でコストが同じになるとされている。さらに同社は、シートはサーフボードと運命共同体である、ボードが壊れるまで、ボードと共に使えるものである、と説明している。